# Varró Vince
Varró Vince (Budapest, 1921. október 13. – Szeged, 2021. december 19.) belgyógyász, gasztroenterológus, egyetemi tanár, az orvostudományok kandidátusa (1957), doktora (1965); iskolateremtő a belgyógyászat és a gasztroenterológia területén.

## Életpályája
Asszimilálódott zsidó családban született Varró Aladár Béla (1881–1956) okleveles gyógyszerész, gyógynövény- és gyógyáru nagykereskedő és Glancz Berta gyermekeként. Apai nagyapja Varró Vince (1852–1938) nagykikindai ügyvéd. A budapesti Mátyás Király Reálgimnáziumban kitüntetéssel érettségizett (1939). Származása miatt nem vették fel Magyarországon az Orvostudományi Karra, ezért a Belgrádi Egyetemen kezdte meg orvosi tanulmányait. Az ott megszerzett szerb nyelvtudásának nagy hasznát vette, amikor behívták munkaszolgálatra. 1941-ben kikeresztelkedett a katolikus vallásra és – tartós vízum hiányában – az év tavaszán hazatért. 1941 őszén beiratkozott a budapesti Pázmány Péter Tudományegyetem Jog- és Államtudományi Karára. Munkaszolgálatát a jugoszláviai Borban töltötte. 1945 februárjában megszökött és viszontagságos körülmények között visszatért Budapestre, ahonnan szüleivel együtt Makóra ment. Apja megnyitotta egyik rokonának, az Auschwitzban elpusztított Mathézer Jenőnek a patikáját, míg ő beiratkozott a Szegedi Tudományegyetem Orvostudományi Karára. 1949-ben, oklevelének megszerzése után a Hetényi Géza által vezetett Klinikára került. 1959-ben két hónapot tanulmányúton töltött Észak-Európában és többek között előadásokat tartott a Helsinki és a Turkui Egyetemen. 1965-ben akadémiai doktori minősítést nyert, docens lett. 1970-ben egyetemi tanárrá nevezték ki.
Három évig a II. számú, tizennyolc évig – egészen 1991. június 30-ig – az I. számú Belgyógyászati Klinika tanszékvezetője volt. 1985 és 1991 között klinikai rektor-helyettesként is tevékenykedett. 1991-ben professzor emeritus kitüntető címet kapott.
Klinikai tevékenysége során nemzetközi hírű gasztroenterológiai centrumot hozott létre, amely jelentős eredményekkel járult hozzá a modern orvostudomány fejlődéséhez.
Iskolateremtő munkáját igazolja, hogy négy tanítványa lett tanszékvezető egyetemi tanár, hat tanítvány kapott egyetemi tanári, három egyetemi magántanári, tíz pedig osztályvezető főorvosi kinevezést az ország különböző területein.
Ő maga büszke volt arra, hogy a Korányi-féle iskola tagja lehetett. Fő mestere pedig Hetényi Géza volt. 1966-ban alakult meg a Magyar Gasztroenterológiai Társaság, amelynek alapító tagja volt. 1972-től 1982-ig ő töltötte be a társaság elnöki tisztjét.
Angol, német, francia, szerb és olasz nyelven beszélt.

## Művei
- Adrenalin és cortison eosinopeniát okozó hatásának gátlása Evipan-natrium narkózissal. Oláh Ferenccel, Majoros Máriával, Kovács Kálmánnal, Bachrach Dénessel. (Orvosi Hetilap, 1951, 35.)
- Gyomorsecretio és fekélybetegség. (Orvosi Hetilap, 1953, 43.)
- A széklet tulajdonságai idült hasmenéses betegségekben, különös tekintettel az allergiás hasmenésre. Scossa Karolinával, Hetényi Gézával. (Orvosi Hetilap, 1954, 11.)
- Adat a gyomorszekréció negrohumoralis mechanizmusához. II. Idegrendszeri nyugtatok és altatás hatása az inzulin okozta gyomornedvelválasztásra. Oláh Ferenccel. (Orvosi Hetilap, 1954, 42.)
- Polyarteritis nodosa esete tüdő- és emésztőszervi elváltozásokkal. Sövényi Ervinnel. (Orvosi Hetilap, 1955, 43.)
- Lépre izoláltnak kórismézett Brill-Symmers-eset splenektomizálásának kérdéséhez. Kelemen Endrével. (Orvosi Hetilap, 1956, 1.)
- Bélvizsgálatok gastrointestinalis nutritiv allergiás hasmenéses betegeknél. Scossa Karolinával, Hetényi Gézával. (Orvosi Hetilap, 1956, 7.)
- Klinikai megfigyelések idült enteritises betegeknél. Scossa Karolinával. (Orvosi Hetilap, 1957, 23.)
- Az idült hasmenés. (Orvosi Hetilap, 1957, 49.)
- Az achlorhydria modern szemlélete I. Az achlorhydria kimutatásának aktuális problémái. (Orvosi Hetilap, 1958, 2.)
- Az achlorhydria modern szemlélete II. Achlorlydriások panaszai és a therápia kérdése. (Orvosi Hetilap, 1958, 43.)
- Az achlorhydria modern szemlélete III. Az idegrendszer és achlorhydria kapcsolata. Vargha Miklóssal. (Orvosi Hetilap, 1958, 49.)
- Arthropathia diabeteses betegen. Kardos Gézával. (Orvosi Hetilap, 1958, 52.)
- Adatok a gyomorrezekció utáni felszívódási zavar kérdéséhez. Csernay Lászlóval. (Magyar Belorvosi Archívum, 1959, 6.)
- Afferens kacs stasis-syndroma pozitív Jordan-próbával. Szarvas Ferenccel. (Orvosi Hetilap, 1959, 9.)
- A vékonybél-passage röntgen vizsgálatának gyorsított módszere. Sövényi Ervinnel. (Orvosi Hetilap, 1959, 29.)
- Az achlorhydria modern szemlélete. IV. Neutrálvörös alkalmazása a gyomornyálkahártya csökkent szekréciós képességének kimutatására. Jávor Tiborral. (Orvosi Hetilap, 1959, 51.)
- A felszívódási zavarok kórélettana és klinikuma. Csernay Lászlóval. (Orvosi Hetilap, 1960, 19.)
- A tápcsatorna felső részének baktérium-flórája és a sósavszekréció kapcsolata. Balázs Viktorral, Cserháti Istvánnal, Szarvas Ferenccel. (Orvosi Hetilap, 1960, 48.)
- Micturitiós snycope. (Orvosi Hetilap, 1961, 10.)
- A colitis ulcerosa néhány kérdéséhez. Jung Ibolyával, Csernai Lászlóval, Szarvas Ferenccel. (Orvosi Hetilap, 1961, 23.)
- A májbiopsia Menghini-féle „egy másodperces” eljárásáról. (Orvosi Hetilap, 1961, 25.)
- Szempontok a felszívódási zavarok differenciáldiagnosztikájához. Csernay Lászlóval. (Orvosi Hetilap, 1961, 28.)
- Achlorhydria. (Akadémiai Kiadó, Budapest, 1964)
- Gastroenterologia. (Medicina Könyvkiadó, Budapest, 1964)
- A plasma- és vizelet- (uropepsin) pepsinogen meghatározásokról. (Magyar Belorvosi Archívum, 1964)
- A gyomorrák – tapasztalatok és gondolatok. Bajusz Gyulával, Hoffmann Jánossal, Huszka Endrével, Jung Ibolyával, Kartal Bélával. (Orvosi Hetilap, 1964, 11.)
- Zsírfelszívódás vizsgálata J131-gyel jelzett trioleinnel és olajsavval. Csernay Lászlóval, Bíró Andrással. (Orvosi Hetilap, 1964, 14.)
- Adatok a vékonybél vérkeringéséhez. Csernay Lászlóval, Bíró Andrással. (Orvosi Hetilap, 1965, 26.)
- A gyomor betegségei (Medicina Könyvkiadó, Budapest, 1966)
- A felszívódás és vérkeringés kapcsolata a vékonybélben. (Orvosi Hetilap, 1966, 11.)
- Potentiált postgastrektomiás steatorrhoea. Csernay Lászlóval. (Orvosi Hetilap, 1966, 14.)
- A gyomornedv-elválasztás klinikai vizsgálatának jelentősége a fekélybetegség diagnosisában és kezelésében. (Orvosi Hetilap, 1966, 48.)
- A bulbus duodeni elsődleges carcinomájának operált esete. Petri Gáborral, Imre Józseffel, Baradnay Gyulával. (Orvosi Hetilap, 1967, 35.)
- A rectosigmoideum polypusainak klinikai jelentősége. Biliczki Ferenccel, Pach Évával. (Orvosi Hetilap, 1967, 44.)
- Colitis ulcerosát utánzó diffuz colon-polyposis (familiáris?) tüneti exsudativ enteropathiával. Baradnay Gyulával, Csernay Lászlóval, Sövényi Ervinnel. (Orvosi Hetilap, 1968, 2.)
- A gastrin. (Orvosi Hetilap, 1968, 21.)
- A hasi meteorismus és kezelése. (Orvosi Hetilap, 1969, 11.)
- Aspecifikus idült gastritis. Karácsony Gizellával, Pach Évával. (Orvosi Hetilap, 1971, 11.)
- Mirigysejtmegoszlás és sósavtermelés vizsgálata nyombélfekélyes betegeken. Pach Évával, Karácsony Gizellával. (Orvosi Hetilap, 1972, 33.)
- A gastorintestinalis hormonok. (Orvosi Hetilap, 1973, 7.)
- A progressiv gyomornyálkahártya-pusztulás autoimmun vonatkozásai. Varga Lászlóval. (Orvosi Hetilap, 1973, 15.)
- A gyomornedvleszívás („próbareggeli”) diagnosztikus értékelése hazánkban. Maurer Máriával. (Orvosi Hetilap, 1974, 26.)
- Számítógépes leletezés gastroenterológiai endoscopiában. Döbrönte Zoltánnal, Benedek Szabolccsal, Náfrádi Józseffel, Szarvas Ferenccel. (Orvosi Hetilap, 1975, 26.)
- Kísérletes gyomorfekélyek. (Orvosi Hetilap, 1975, 28.)
- A colitis ulcerosáról – 14 évvel később. Maurer Máriával, Pach Évával, Szöllősi Gézával. (Orvosi Hetilap, 1975, 36.)
- Egyetemesség és specializálódás a sebészetben. (Orvosi Hetilap, 1976, 19.)
- Gastroenterologiai biopsiás eljárások. (Magyar Belorvosi Archívum, 1977, 4.)
- Lundh-test a pancreas exokrin funkciójának értékes klinikai vizsgáló módszere. Pap Ákossal. (Orvosi Hetilap, 1977, 35.)
- Gastrointestinalis endokrinologia. (Orvosi Hetilap, 1977, 42.)
- Keringő ellenanyagok vizsgálatának jelentősége idült atrophiás gastritisben és anaemia perniciosában. Varga Lászlóval, Hudák Jánossal, Maurer Máriával, Szabó Évával. (Orvosi Hetilap, 1978, 2.)
- A Debray-test (cholereticum morphium próba) és egyidejű enzim vizsgálatok jelentősége a hypertoniás Oddi sphincter dyskinesis kórismézésében. Szöllősi Gézával, Pap Ákossal, Döbrönte Zoltánnal. (Orvosi Hetilap, 1978, 3.)
- A vezetés gondjai az orvostudományi intézetekben. (Akadémiai Értesítő, 1978, 7–8)
- A vérellátás és szekréció kapcsolata a gyomorban. (Orvosi Hetilap, 1978, 17.)
- Endoscopos-biopsiás vizsgálattal korai szakban felderített gyomorrák eseteink klinikai tanulságai. Többekkel. (Orvosi Hetilap, 1978, 27.)
- A hazai szintetikus cholecystokinin-oktapeptid (CCK-OP) vékonybél-motilitást fokozó hatásának vizsgálata emberben. Lonovics Jánossal, Nárai Györggyel. (Orvosi Hetilap, 1979, 50.)
- Endoscopos papillotomia és epekő-eltávolítás heveny cholangitisben - urgens papillotomia. Döbrönte Zoltánnal, Nárai Györggyel, Gergely Mihállyal. (Orvosi Hetilap, 1980, 9.)
- A krónikus pancreatitis epidemiológiai analízise. Berger Zoltánnal, Pap Ákossal. (Orvosi Hetilap, 1980, 36.)
- Primaer sclerotizáló cholangitis. Döbrönte Zoltánnal, Karácsony Gizellával, Imre Józseffel. (Orvosi Hetilap, 1981, 3.)
- Összehasonlító vizsgálatok secretin-, pancreozymin-, és Lundh próbával. Pap Ákossal, Berger Zoltánnal. (Orvosi Hetilap, 1981, 11.)
- Endoszkópos retrográd pancratográfia és a pancreas exokrin funkciója. Többekkel. (Orvosi Hetilap, 1981, 15.)
- A totális gastrectomia késői functionalis következményei. Petri Istvánnal, Várkonyi Tiborral, F. Kiss Zsuzsannával, Imre Józseffel. (Orvosi Hetilap, 1981, 16.)
- A szérum gamma-glutamil transzpeptidáz szintjének változása krónikus pankreatitisben. Hajnal Ferenccel, Pap Ákossal, Csáti Sándorral. (Orvosi Hetilap, 1981, 30.)
- Hypertoniás Oddi-sphincter dyskinesis. Többekkel. (Orvosi Hetilap, 1981, 31.)
- Az idült pankreatitis belgyógyászati vonatkozásai. (Orvosi Hetilap, 1982, 9.)
- Az egészségügyi és orvostudományi infrastruktúra. (Akadémiai Értesítő, 1982, 8–9.)
- A prostaglandinok és a gastrointestinális cytoprotectio. (Orvosi Hetilap, 1982, 46.)
- Vese-carcinomahoz társuló erythrocytosis. Többekkel. (Orvosi Hetilap, 1983, 3.)
- Újabb pancreas funkciós próbák. I. ALTAB-teszt (PABA-teszt). Pap Ákossal. (Magyar Belorvosi Archívum, 1983, 6.)
- A gyomornyálkahártya-keringés mérése emberben 99mT-4-metilanminoazofen clearance módszerrel. Többekkel. (Orvosi Hetilap, 1983, 13.)
- Mikrobiológiai vizsgálatok colitis ulcerosában. Többekkel. (Orvosi Hetilap, 1983, 37.)
- Módosított eljárás a vékonybél diszaharidáz aktivitás kvantitatív mérésére. Csáti Sándorral, Várkonyi Tiborral. (Orvosi Hetilap, 1984, 11.)
- A vékonybél bakteriológiai vizsgálata az idült bélbetegségek diagnosztikájában. Pollák Richárddal, Várkonyi Tiborral, Nagy Erzsébettel. (Orvosi Hetilap, 1984, 44.)
- A Zollinger-Ellison szindróma laboratóriumi diagnosztikája. Remák Gézával, Németh Józseffel. (Orvosi Hetilap, 1985, 7.)
- A hasnyálmirigy exokrin funkciójának változása epebetegség műtéti megoldása után. Berger Zoltánnal, Pap Ákossal. (Orvosi Hetilap, 1985, 35.)
- A Stigmosan-morphin test jelentősége a pancreas betegségek diagnózisában. Takács Tamással, Berger Zoltánnal, Pap Ákossal. (Orvosi Hetilap, 1986, 10.)
- Újabb tapasztalatok a krónikus pancreatitisről 309 beteg adatainak elemzése alapján. Berger Zoltánnal, Takács Tamással, Pap Ákossal, Boda Krisztinával. (Orvosi Hetilap, 1986, 35.)
- Crohn-betegség a gyomorban. Fazekas Tamással, Nagy Ferenccel, Jármay Katalinnal, Molnár Gyöngyivel. (Orvosi Hetilap, 1987, 16.)
- A gyógykezelés lehetőségei kontaminált vékonybél syndromában. Pollák Richárddal, Várkonyi Tiborral, Nagy Erzsébettel. (Orvosi Hetilap, 1987, 29.)
- Magasvérnyomás-szűrés Csongrádon. Többekkel. (Orvosi Hetilap, 1988, 5.)
- A fekélybetegség, ahogyan ma látjuk. (Orvosi Hetilap, 1988, 18.)
- Gyomor-carcinoid (apudoma) anaemia perniciosában. Fazekas Tamással, Pávics Lászlóval, Pollák Richárddal. (Orvosi Hetilap, 1988, 24.)
- Diagnosztikus nehézségek a krónikus pancreatitis és a pancreas tumor elkülönítésében. Takács Tamással, Pap Ákossal, Hidvégi Judittal. (Orvosi Hetilap, 1988, 43.)
- Rheumatoid arthritist kísérő, malabsorptiót okozó secundaer gastrointestinalis amyloidosis. Jármay Katalinnal, Wittmann Tiborral, Náfrádi Józseffel. (Orvosi Hetilap, 1989, 3.)
- Gastrointestinalis lokalizációjú mycobakteriosis három esete. Nagy Ferenccel, Mohácsi Gáborral. (Orvosi Hetilap, 1989, 14.)
- Egy orvosi iskola sajátosságai: A Hetényi-klinika. (Akadémiai Értesítő, 1990, 8.)
- A prostaglandinok és a gyomornyálkahártya károsodása. (Orvosi Hetilap, 1991, 27.)
- Az orvostudományi kutatás kriminológiája. (Orvosi Hetilap, 1996, 12.)
- Zárójelentés. (Budapest, 1996; 2. kiadás. Budapest, 1999)
- Scientometriás és publikációs praktikák: A globalizáció megjelenése az orvosi publicisztikában. Fazekas Tamással. (Orvosi Hetilap, 2001, 37.)
- In memoriam Preisich Péter. Nekrológ. (Orvosi Hetilap, 2006, 4.)

## Díjai, elismerései
- Hetényi Géza-emlékérem (1961)
- Markusovszky-díj (1963; 1967)
- Oktatásügy Kiváló Dolgozója (1969)[6]
- Kiváló Orvos (1979)
- Munka Érdemrend ezüst fokozata (1984)[7]
- Jancsó Miklós-emlékérem (1986)[8]
- Eötvös József-koszorú (2000)
- Szegedért Alapítvány fődíja (2001)
- Friedrich László-emlékérem (2001)
- Szent-Györgyi Albert-díj (2002)
- Klebelsberg-díj emeritusi fokozata